# A Prince of Bohemia
A Prince of Bohemia è un cortometraggio muto del 1914. Il nome del regista non viene riportato nei credit del film che si basa su un soggetto di Marc Edmund Jones.

## Produzione
Il film fu prodotto dall'American Film Manufacturing Company.

## Distribuzione
Distribuito dalla Mutual Film, il film - un cortometraggio in due bobine - uscì nelle sale cinematografiche USA il 3 giugno 1914.